# Чого ми варті у житті
Чого ми варті у житті (англ. The Sum Of Us) — австралійський художній фільм, екранізація однойменної п'єси Девіда Стівенса. Слоган стрічки «A surprising comedy of love». Прем'єра відбулася 28 липня 1994 в Австралії.

## Інформація

### Сюжет
Місце дії Сідней, Австралія. Гетеросексуальний батько, овдовілий багато років тому, та його син-гей намагаються знайти своїх суджених відповідно. Гаррі (батько) і Джеф (син) обидва шукають свою другу половинку. Вони прекрасно ладять один з одним, не приховуючи і не тая ні почуттів, ні думок, ні вчинків. Фільм показує відносини одне з одним і об'єктами їх любові.
Джеф приводить додому хлопця, з яким познайомився в клубі. Його друг ладнає з батьком, вони розмовляють «по душах» аж до того, що хлопець розповідає про свою заповітну мрію — посадити ліс. Між тим, в сім'ї хлопця Джефа не все так само добре, як у Джефа з Гаррі. У підсумку, Джеф залишається один, бо хлопець почуває себе ніяково в такій домашній обстановці повного взаєморозуміння.
Гаррі через агентство знайомств знаходить розлучену жінку, вони зустрічаються до тих пір, поки на Різдво, прийшовши в будинок Гаррі, вона не знаходить гей-журнал. Пояснюючи, що він сам купив журнал для свого сина, Гаррі стикається з нерозумінням подруги, яка тут же залишає його будинок.
Відразу після цього у Гаррі трапляється інсульт, він стає інвалідом, не в змозі більше ходити і говорити. Джеф доглядає за батьком, намагається налагодити свої відносини з другом, який подобався і його батькові.
У фільмі часто використовується прийом звернення до глядача («breaking the fourth wall»).

### Спектакль
Спектакль, починаючи з 16 жовтня 1990 року, був зіграний 335 разів в театрі офф-Бродвей.

### Виробництво
Місця зйомок: Белмейн, Сідней, Новий Південний Уельс, Австралія.

### Актори
- Джек Томпсон
- Рассел Кроу
- Джон Полсон
- Дебора Кеннеді
- Джосс «Мо»
- Метьюз
- Джулі Герберт

### Знімальна команда
- Режисер — Джофф Бертон, Кевін Даулінг,
- Сценарій — Девід Стівенс,
- Продюсер — Рід Аллан, Кевін Даулінг, Гел Кесслер,
- Оператор — Джофф Бертон,
- Композитор — Девід Фолкнер,
- Художник — Грем «Грейс» Волкер, Ієн Грейсі, Луїз Спарго,
- Монтаж — Франс Ванденбург.

## Нагороди
Сценарій Стівенса виграв нагороди від «Australian Film Institute» та «Montréal World Film Festival», де фільм був названий найкращим фільмом на «Cleveland International Film Festival».